# Edgar Rice Burroughs
Edgar Rice Burroughs (Chicago, 1 de setembre de 1875 - Encino, Califòrnia, 19 de març de 1950) va ser un escriptor de gènere fantàstic cèlebre per les seves sèries d'històries de John Carter (sèrie Barsoom ambientada a Mart), de Pellucidar (que succeeixen al centre de la Terra) i, especialment, per la creació del mundialment famosos personatges de Tarzan.

## Biografia

### Vida primerenca i família
Burroughs va néixer l'1 de setembre de 1875 a Chicago (més tard va viure molts anys al suburbi d'Oak Park), el quart fill del major George Tyler Burroughs (1833–1913), home de negocis i veterà de la Guerra Civil Americana, i la seva dona, Mary Evaline (Zieger) Burroughs (1840-1920). El seu segon nom és de la seva àvia paterna, Mary Coleman Rice Burroughs (1802–1889). Era d’ascendència gairebé totalment anglesa, amb una línia familiar que havia estat a Amèrica del Nord des de l'època colonial.
A través de la seva àvia Rice, Burroughs era descendent del coló Edmund Rice, un dels puritans anglesos que es va traslladar a la Colònia de la Badia de Massachusetts a principis segle xvii. Una vegada va comentar: «Puc remuntar la meva ascendència al diaca Edmund Rice». La banda de Burroughs de la família també era d'origen anglès i també va emigrar a Massachusetts al mateix temps. Molts dels seus avantpassats van lluitar a la Revolució Americana. Alguns dels seus avantpassats es van establir a Virgínia durant el període colonial, i Burroughs sovint va emfatitzar la seva connexió amb aquell costat de la seva família, veient-la romàntica i guerrera, i, de fet, hauria pogut comptar entre els seus cosins propers ni més ni menys que set signants de la Declaració d'Independència dels Estats Units d'Amèrica, inclòs el seu cosí tercer, el segon president dels Estats Units John Adams.
El major George Tyler Burroughs, el pare d’Edgar, va guanyar una fortuna amb el whisky a Chicago. Després de cremar-se la destil·leria, va fundar la American Battery Company i va fer una segona fortuna.
Burroughs es va educar en diverses escoles locals, inclosa la Harvard School de Chicago, on va entrar en contacte amb el món clàssic de Grècia i Roma. Quan va esclatar una perillosa epidèmia de grip, els seus pares el van enviar al ranxo del seu germà a Idaho. Edgar va adoptar completament la forma de vida dels vaquers. Ajudava amb les tasques del ranxo, lliurava correus i subministraments i muntava un cavall salvatge anomenat “Killer” (assassí) sense cadira de muntar.
Després se'n va anar a viure al ranxo del seu germà, on va treballar dos anys de vaquer. A continuació, va ingressar a la Philips Academy d'on el van expulsar per gandul. Després d'un període d'entrenament a l'Acadèmia Militar de Michigan, va entrar a formar part del Setè de Cavalleria dels EUA i va arribar a lluitar contra els apatxes a Arizona, però aviat el van llicenciar en descobrir que era menor d'edat, la qual cosa el va fer tornar a Chicago i dedicar-se a una sèrie de treballs diversos no gaire ben pagats, tant allà com a Idaho.
Després va assistir a la Phillips Academy, a Andover (Massachusetts), de la que va ser expulsat, i després a l'Acadèmia Militar de Michigan. Es va graduar el 1895 i va suspendre l'examen d'accés a l'Acadèmia Militar dels Estats Units a West Point, i es va convertir en un soldat enrolat al Setè de Cavalleria dels EUA a Fort Grant, Arizona. Després de ser diagnosticat amb un problema cardíac i, per tant, no apte per servir, va rebre l'alta el 1897.
Després, Burroughs va fer diversos treballs. Va treballar a la fàbrica de bateries de Chicago del seu pare el 1899, casant-se amb Emma Hulbert (1876-1944), el gener de 1900. El 1904 va deixar la seva ocupació i va trobar treballs menys regulars, alguns a Idaho i més tard a Chicago.

### Autor

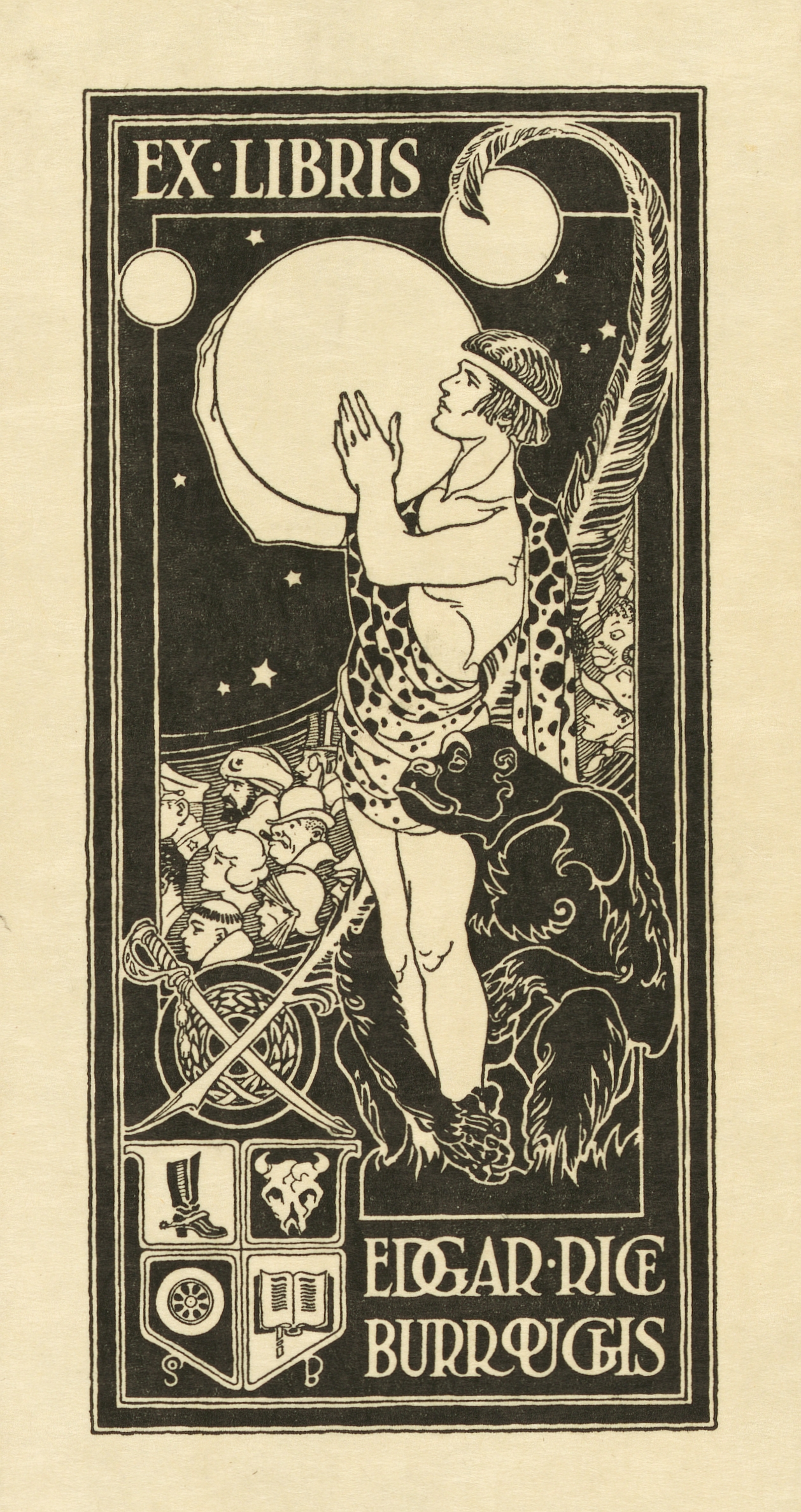
Exlibris de Burroughs, que mostra a Tarzan sostenint el planeta Mart, envoltat d'altres personatges de les seves històries i símbols relacionats amb els seus interessos personals i la seva carrera.

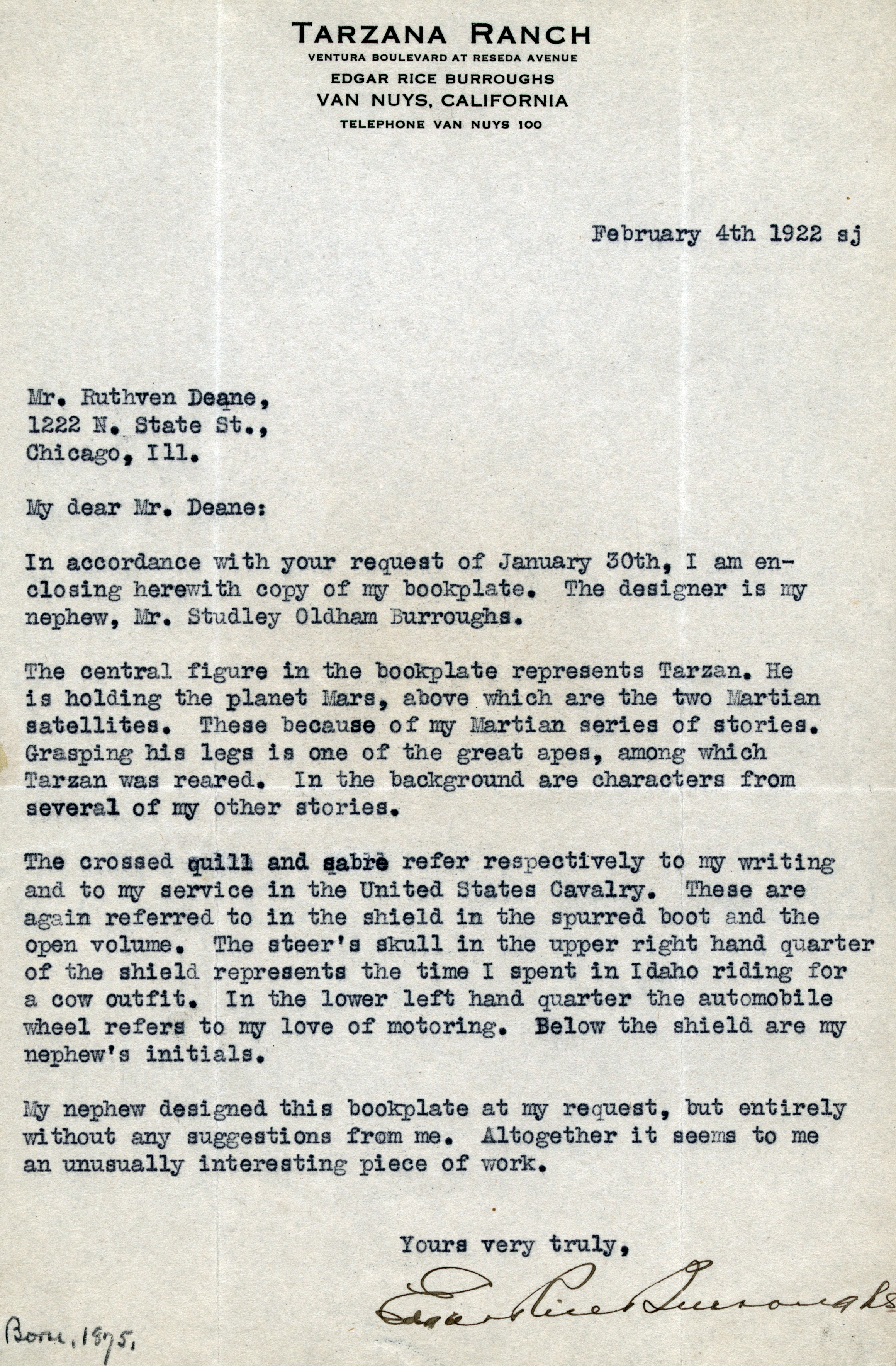
Carta mecanoscrita, amb capçalera de Tarzana Ranch, de Burroughs a Ruthven Deane, explicant el disseny i la importància del seu exlibris.

El 1911, després de set anys de baixos salaris com a majorista de maquinetes de fer punta, Burroughs va començar a escriure ficció. En aquest moment, Emma i ell tenien dos fills, Joan (1908-1972) i Hulbert (1909-1991). Durant aquest període, va tenir molt temps lliure i va començar a llegir revistes pulp. El 1929, va recordar haver pensat això:
| « | ...if people were paid for writing rot such as I read in some of those magazines, that I could write stories just as rotten. As a matter of fact, although I had never written a story, I knew absolutely that I could write stories just as entertaining and probably a whole lot more so than any I chanced to read in those magazines. | ... si es pagués a la gent per escriure podridura com la que jo llegia en algunes d’aquestes revistes, podria escriure històries igual de podrides. De fet, tot i que mai no havia escrit cap història, sabia absolutament que podia escriure històries tan entretingudes i probablement molt més que qualsevol que pogués llegir en aquelles revistes. | » |

El 1912, als 36 anys i amb el pseudònim de Normal Bean, que va aparèixer imprès com a Norman Bean, va publicar el seu primer relat, Under the Moons of Mars, en la revista All-Story Weekly, obra que li va reportar 400 dòlars. L'octubre d'aquell mateix any, aquesta vegada amb el seu nom real, va publicar Tarzan of the Apes, que el 1914 apareixeria en format de llibre. Era el primer dels 25 llibres d’aquest tipus sobre el fill d’un noble anglès abandonat a la jungla africana durant la infància i criat pels simis. Burroughs va crear a Tarzan una figura que capturava instantàniament la fantasia popular, igual que els seus nombrosos contes ambientats a Mart. Les històries de Tarzan es van traduir a més de 56 idiomes i també eren populars en versions de còmic, pel·lícula, televisió i ràdio.
El 1913, Burroughs i Emma van tenir el seu tercer i darrer fill, John Coleman Burroughs (1913-1979), conegut més tard per les seves il·lustracions dels llibres del seu pare.
El 1919, per estar a prop del rodatge de les seves pel·lícules de Tarzan, Burroughs va comprar una finca a prop de Hollywood (en un lloc que després es diria Tarzana). Va continuar escrivint novel·les, publicant al final uns 68 títols.
Durant la Segona Guerra Mundial es va fer corresponsal de guerra per a Los Angeles Times i va cobrir, amb 66 anys, el conflicte a l'àrea del Pacífic sud, sent el corresponsal de més edat en aquest escenari.

### Mort
Un cop finalitzada la guerra, Burroughs va tornar a Encino, Califòrnia, on després de molts problemes de salut va morir d'un atac de cor el 19 de març de 1950, després d'haver escrit gairebé 80 novel·les. Està enterrat a Tarzana, Califòrnia, EUA.
Quan va morir, es creia que era l'escriptor que havia aprofitat millor les pel·lícules, guanyant més de 2 milions de dòlars en drets d’autor per 27 pel·lícules de Tarzan.
El Science Fiction Hall of Fame de l'EMP Museum va introduir Burroughs el 2003.

## Obres seleccionades

### Barsoomseries
- Una princesa de Mart (1912)
- The Gods of Mars (1913)
- The Warlord of Mars (1914)
- Thuvia, Maid of Mars (1916)
- The Chessmen of Mars (1922)
- The Master Mind of Mars (1927)
- A Fighting Man of Mars (1930)
- Swords of Mars (1934)
- Synthetic Men of Mars (1939)
- Llana of Gathol (1941)
- John Carter of Mars (1964, històries de 1940 a 1943)

### Tarzanseries
- Tarzan of the Apes (1912)
- The Return of Tarzan (1913)
- The Beasts of Tarzan (1914)
- The Son of Tarzan (1915)
- Tarzan and the Jewels of Opar (1916)
- Jungle Tales of Tarzan (històries 1916–1917)
- Tarzan the Untamed (1919)
- Tarzan the Terrible (1921)
- Tarzan and the Golden Lion (1922)
- Tarzan and the Ant Men (1924)
- Tarzan, Lord of the Jungle (1927)
- Tarzan and the Lost Empire (1928)
- Tarzan at the Earth's Core (1929)
- Tarzan the Invincible (1930)
- Tarzan Triumphant (1931)
- Tarzan and the City of Gold (1932)
- Tarzan and the Lion Man (1933)
- Tarzan and the Leopard Men (1932)
- Tarzan's Quest (1935)
- Tarzan the Magnificent (1936)
- Tarzan and the Forbidden City (1938)
- Tarzan and the Foreign Legion (1947, escrit el 1944)
- Tarzan and the Tarzan Twins (1963, recull llibres infantils de 1927 i 1936)
- Tarzan and the Madman (1964, escrit el 1940)
- Tarzan and the Castaways (1965, històries de 1940 a 1941)
- Tarzan: The Lost Adventure (1995, versió reescrita d'un fragment de 1946) (completada per Joe R. Lansdale)

### Sèrie dePellucidar
- At the Earth's Core (1914)
- Pellucidar (1915)
- Tanar of Pellucidar (1929)
- Tarzan at the Earth's Core (crossover amb la sèrie de Tarzan, 1929)
- Back to the Stone Age (1937)
- Land of Terror (1944, written in 1939)
- Savage Pellucidar (1963, stories from 1942)

### Sèrie deVenus
- Pirates of Venus (1932)
- Lost on Venus (1933)
- Carson of Venus (1938)
- Escape on Venus (1946, stories from 1941 to 1942)
- The Wizard of Venus (1970, written in 1941)

### SèrieCaspak
- The Land That Time Forgot (1918)
- The People That Time Forgot (1918)
- Out of Time's Abyss (1918)

### SèrieMoon
- The Moon Maid (1923, revisada el 1925; The Moon Men)
  - Part I: The Moon Maid
  - Part II: The Moon Men
  - Part III: The Red Hawk

Aquests tres textos han estat publicats per diverses cases en un o dos volums. A més, algunes edicions presenten la introducció original (significativament més llarga) de la primera part de la primera publicació com a publicació en sèrie, i d'altres tenen la versió més curta de la primera publicació de llibres, que incloïa les tres parts sota el títol The Moon Maid.

### SèrieMucker
- The Mucker (1914)
- The Return of the Mucker (1916)
- The Oakdale Affair (1918)

### Altres històries de ciència-ficció
- The Monster Men (1913)
- The Lost Continent (1916; també coneguda com Beyond Thirty) (en català L'odissea bàrbara. Barcelona: Laertes, 1993. Traduït per Montserrat Canyameres)
- The Resurrection of Jimber-Jaw (1937)
- Beyond the Farthest Star (1942)

### Novel·les d'aventures de la selva
- The Cave Girl (1913, revisada el 1917)
- The Eternal Lover (1914, rev. 1915; també anomenada The Eternal Savage)
- The Man-Eater (1915)
- The Lad and the Lion (1917)
- Jungle Girl (1931; també anomenada Land of the Hidden Men)

### Novel·les de l'oest
- The Bandit of Hell's Bend (1924)
- The War Chief (1927)
- Apache Devil (1933)
- The Deputy Sheriff of Comanche County (1940)

### Novel·les històriques
- The Outlaw of Torn (1914)
- I am a Barbarian (1967; escrit el 1941)

### Altres
- Minidoka: 937th Earl of One Mile Series M (1998; escrit el 1903)
- The Mad King (1914, revisada el 1915)
- The Girl from Farris's (1916)
- The Rider (1918)
- The Efficiency Expert (1921)
- The Girl from Hollywood (1922)
- Marcia of the Doorstep (1924)
- You Lucky Girl! (1927)
- Pirate Blood (1970; written in 1932)
- Forgotten Tales of Love and Murder (2001; històries de 1910 a 1944)
- Brother Men (2005; no-ficció)